# Mestre Racional del Reino de Valencia
El mestre racional del reino de Valencia era el encargado de fiscalizar las cuentas que le presentaba el batle general y remitirlas al rey. Ambos, junto con otros oficiales reales, formaban la junta patrimonial.

## Historia
El cargo de mestre racional para el conjunto de la Corona de Aragón fue creado en las Ordinacions ('Ordenaciones') de 1344 por Pedro IV. A principios del siglo XV el cargo fue desgajado entre los diversos estados de la Corona y así nació el mestre racional valenciano. Su labor principal residía en el control financiero de todos aquellos funcionarios y personas que administraban y manejaban las rentas y el dinero del patrimonio real en el reino de Valencia. Examinaba y definía cuentas para poder presentar un balance final de su gestión. El primer mestre racional valenciano fue Berenguer Minguet —que provenía del oficio del mestre racional de la corte en Barcelona— nombrado por el rey Alfonso V el Magnánimo en 1419 a petición de las Cortes reunidas ese año y tras la entrega al rey de un cuantioso "donativo" para las empresas italianas del monarca. A diferencia del cargo del batle general —uno por cada gobernación del reino de Valencia—, había un único mestre racional para todo el reino.